# Kyselina trifluorperoctová
Kyselina trifluorperoctová je peroxokyselina odvozená od kyseliny trifluoroctové. Jedná se o silné oxidační činidlo, používané v organické chemii například při Baeyerově–Villigerově oxidaci ketonů. Je nejreaktivnější ze všech organických peroxokyselin, což umožňuje oxidaci i poměrně málo reaktivních alkenů na epoxidy, kdy jsou ostatní peroxokyseliny neúčinné. Lze ji také použít k oxidaci chalkogenů v některých funkčních skupinách, například při přeměně selenoetherů na selenony (selenových ekvivalentů thioetherů na ekvivalenty sulfonů). Kyselina peroctová je potenciálně výbušná a není komerčně dostupná, ovšem lze ji rychle připravit před použitím. Její laboratorní používání zavedl a rozvinul William Emmons.

## Vlastnosti
Při standardní teplotě a tlaku je kyselina trifluorperoctová bezbarvou kapalinou s teplotou varu 162 °C. Rozpouští se v acetonitrilu, dichlormethanu, diethyletheru a sulfolanu a s vodou reaguje. Stejně jako ostatní peroxokyseliny je potenciálně výbušnou látkou. Není komerčně dostupná, ovšem lze ji skladovat několik týdnů za teploty −20 °C. Při některých postupech přípravy této kyseliny se používá směs peroxidu vodíku a kyseliny trifluoroctové, jejíž zahřívání je nebezpečné; peroxid vodíku lze rozložit pomocí oxidu manganičitého.

## Příprava
Kyselinu trifluorperoctovou je možné rychle připravit reakcí anhydridu kyseliny trifluoroctové s koncentrovaným (90%) vodným roztokem peroxidu vodíku:
CF3COOCOCF3 + H2O2 → CF3COOOH + CF3COOH
Jelikož se anhydrid při kontaktu s vodou mění na kyselinu trifluoroctovou, tak jeho přebytek slouží též k odstranění vody z peroxidu.:
CF3COOCOCF3 + H2O → 2 CF3COOH
K přípravě kyseliny trifluorperoctové z kyseliny trifluoroctové lze použít i zředěnější (30%) roztok peroxidu vodíku:
CF3COOH + H2O2 → CF3COOOH + H2O
Za účelem omezení nebezpečnosti skladování čistého či vysoce koncentrovaného peroxidu vodíku se často používá jeho směs s močovinou. Při tomto postupu se nepoužívá voda, takže vzniká bezvodá kyselina, čímž se zamezí vedlejším reakcím, které za její přítomnosti často probíhají.
CF3COOCOCF3 + H2O2·CO(NH2)2 → CF3COOOH + CO(NH2)2
Pokud je při přípravě nutné použití pufru a přítomnost vody není na závadu, tak se používá jiný postup. Reakcí anhydridu kyseliny trifluoroctové s peruhličitanem sodným vzniká kyselina trifluorperoctová a uhličitan sodný, díky němuž není potřeba přidávat další pufr.
3 CF3COOCOCF3 + 4 Na2CO3·1½ H2O2 → 6 CF3COOOH + 4 Na2CO3 + 3 H2O

## Použití

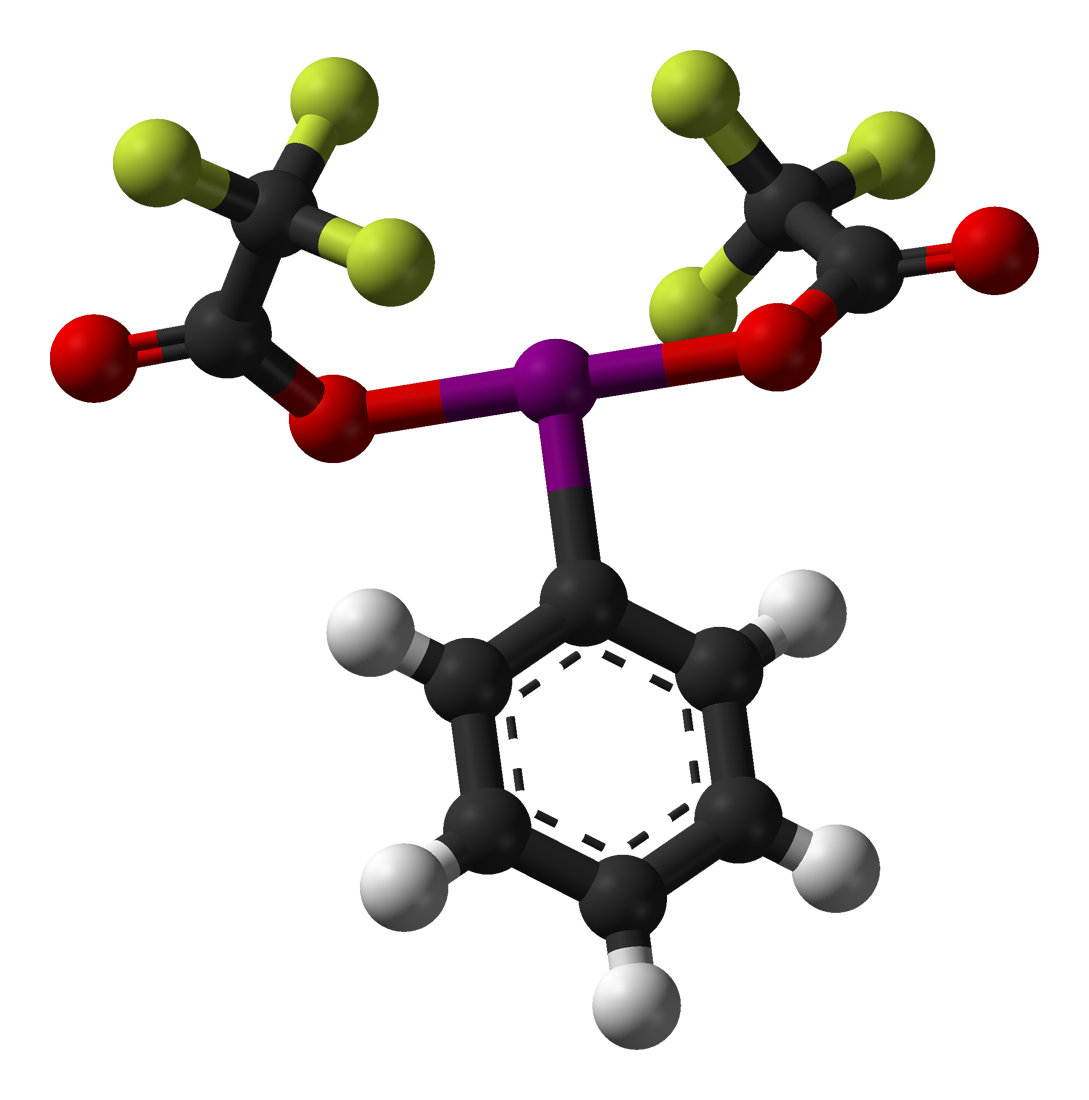
(Bis(trifluoracetoxy)jod)benzen (C_{6}H_{5}I(OOCCF_{3})_{2})

Kyselina trifluorperoctová se používá převážně jako oxidační činidlo. V září 1953 byla publikována práce Williama Emmonse a Arthura Ferrise, v níž bylo uvedeno, jak tato látka, vytvořená in situ, oxiduje anilin na nitrobenzen. Během následujících dvou let popsal Emmons přípravu tohoto činidla a vytvořil šest dalších prací, ve kterých popisoval jeho použití.; Emmons je považován za průkopníka používání kyseliny trifluorperoctové, která je užitečným činidlem v mnoha druzích syntetzických reakcí, v laboratořích.
Příkladem použití může být vznik (bis(trifluoracetoxy)jod)benzenu (C6H5I(OOCCF3)2), který se používá k provedení Hofmannova přesmyku v kyselém prostředí. Zmíněná sloučenina obsahuje hypervalentní jod a lze ji získat dvěma způsoby; výběr konkrétního způsobu záleží na dostupných materiálech: výměnnou reakcí jejího acetátového analogu nebo reakcí jodbenzenu se směsí kyseliny trifluorperoctové a trifluoroctové.

### Baeyerova–Villigerova oxidace

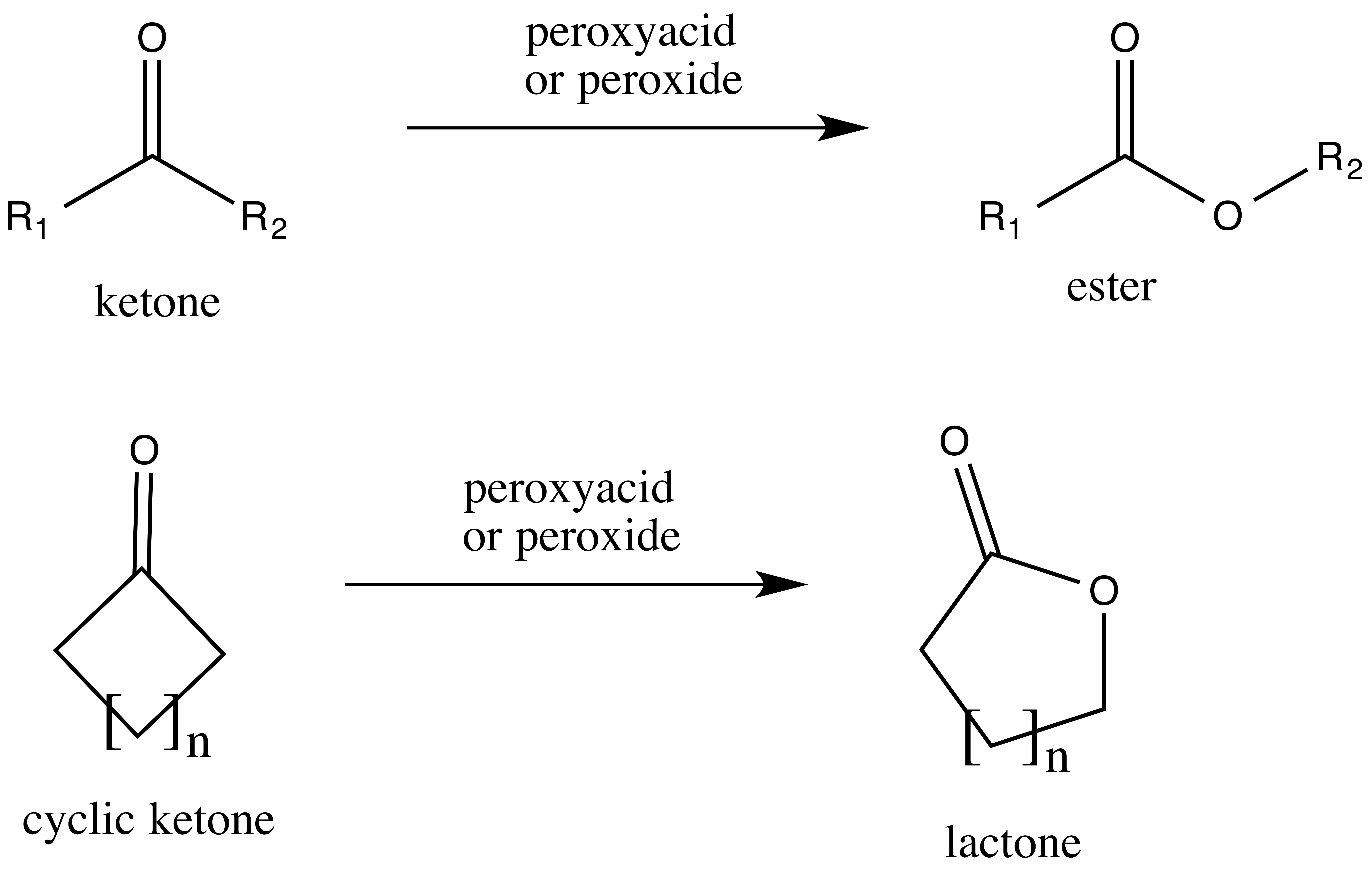
Zobecněná Baeyerova-Villigerova oxidace lineárních a cyklických ketonů

Kyselina trifluorperoctová je jedním z nejsilnějších činidel používaných při Baeyerově–Villigerově oxidaci, jelikož má vysokou kyselost srovnatelnou s obdobnými kyselinami a peroxidy.
Při této reakci, pojmenované podle Adolfovi von Baeyer a Victoru Villigerovi, kteří ji roku 1899 objevili, se acyklické ketony oxidují na estery a cyklické ketony na laktony. Tato reakce má dobrou regioselektivitu a chemoselektivitu na místě, kde se objeví nový kyslíkový atom, a zachovává stereochemii na sousedním atomu, což je zobrazeno na následujícím obrázku. Do reakční směsi se přidává hydrogenfosforečnan sodný (Na2PO4) jako pufr za účelem zabránění hydrolýze, kterou by způsobila vysoce kyselá kyselina trifluoroctová, nebo transesterifikaci. vzniklého esteru.

### Epoxidace
Při Priležajevově reakci, spočívá v přeměně alkenu na epoxid při použití peroxokyseliny jako oxidačního činidla. Příkladem může být syntéza tropanového alkaloidu skopinu, kdy je epoxidace kyslinou trifluorperoctovou závěrečným krokem následujícím po [4+3] cykloadici a diastereomerní redukcí hydridem diisobutylhlinitým.
Vysoká reaktivita kyseliny trifluorperoctové oproti ostatním peroxokyselinám umožňuje účinně oxidovat alkeny a cykloalkeny s poměrně nízkou elektronovou hustotou, jako jsou mimo jiné hex-1-en a α,β-nenasycené estery (například methylmethakrylát), což jsou substráty, které většinou odolávají epoxidaci peroxidovými kyselinami. Přidáním další pufrované kyseliny trifluoroctové do reakční směsi způsobuje vytvoření vicinální hydroxytrifluoracetátové struktury namísto epoxidu. Takovýto produkt lze převést na diol reakcí s methanolem v kyselém prostředí jako například při následující přeměně dodec-1-enu na dodekan-1,2-diol.
Při použití derivátu allylalkoholu s alkoholovou skupinou v sousedství karbonylu může u epoxidu dojít k rozšíření cyklu za vzniku dioxolanu. Proces znázorněný na následujícím obrázku byl použit jako součást totální syntézy neosporolu:
Postup přípravy izomerní sloučeniny sporolu zahrnuje podobnou tvorbu dioxolanu. Během tohoto procesu se používá kyselina trifluorperoctová vytvořená z peroxidu vodíku, který může obsahovat stopová množství vody, která vede ke vzniku poloacetalu místo dioxolanu. Je-li k získání kyseliny použit komplex močoviny, z nějž vzniká čistá kyselina, pak je dioxolan hlavním produktem tohoto procesu. Vytvořený dioxolan lze rozšířit na 1,3-dioxanovou skupinu přítomnou ve sporolu v dalším kroku syntézy.

### Oxidace heteroatomu
Funkční skupiny obsahující heteroatomy v nižších oxidačních číslech lze zoxidovat kyselinou trifluorperoctovou. Často se takto oxiduje jod (příkladem je výše uvedená příprava sloučeniny s hypervalentním jodem z jodbenzenu), dusík, síra nebo selen.
U dusíkatých sloučenin lze uvést oxidaci oximů a primárních aromatických aminů na příslušné nitrosloučeniny (i za přítomnosti substituentů snižujících elektronovou hustotu); například pentafluoranilin se oxiduje na pentafluornitrobenzen, nitrosaminy na nitraminy, dají se takto připravit aromatické N-oxidy a azin-N-oxidy, a nitrososloučeniny lze tímto způsobem zoxidovat na nitrosloučeniny či nitraminy.
Například nitrososubstituovaný derivát pyrimidinu 4,6-diamino-5-nitrosopyrimidin-2-thiol se oxiduje na nitrosloučeninu směsí peroxidu vodíku a kyseliny trifluorperoctové, přičemž se rovněž odštěpuje thiolová skupina oxidačně hydrolytickou desulfurací.
Sulfidové skupiny (R1SR2) lze kyselinou trifluorperoctovou oxidovat, v závislosti na reakčních podmínkách, na sulfoxidy (R1–S(O)–R2) a/nebo sulfony (R1–S(O)2–R2).
Selenoethery (R1–Se–R2) se podobně oxidují na selenony (R1–Se(O)2–R2), zde ovšem nedochází k tvorbě selenoxidů, tedy analogů sulfoxidů, v izolovatelné podobě, tato reakce je obzvláště účinná, pokud je R1 a/nebo R2 arylová skupina.
Sulfinylchloridy (RS(O)Cl) se vyrábí reakcí odpovídajícího thiolu s chloridem sulfurylu SO2Cl2. Pokud místo toho vznikne sulfenylchlorid (RSCl), tak se přidá kyselina trifluorperoctová, jež umožní vznik požadovaného sulfinylchloridu. Na následujícím obrázku je zobrazena syntéza 2,2,2-trifluor-1,1-difenylethanthiolu:
U oxidace thiofenu kyselinou trifluorperoctovou dochází k „soutěžení“ různých reakčních mechanismů a může tak vzniknout produkt S oxidace i epoxidace. Hlavním mechanismem vzniká sulfoxid, který ovšem podstupuje dimerizaci Dielsova–Alderova typu předtím než může dojít k oxidaci; mezi produkty reakce nebyly nalezeny thiofen-S-oxid ani thiofen-S,S-dioxid. Dimer lze následně dále oxidovat a převést tak jednu z S-oxidových skupin na S,S-dioxid. Ve vedlejším mechanismu dochází k Priležajevově epoxidaci, jejímž produktem je thiofen-2-on. Bylo prokázáno, že epoxidace zde není vedlejší reakcí S-oxidového meziproduktu a pomocí izotopového značkování bylo zjištěno, že dochází k 1,2-hydridovému posunu a uvolňuje se kationtový meziprodukt. Použití kyseliny trifluorperoctové je při této reakci výhodné, protože přítomná voda omezuje průběh vedlejšího reakčního mechanismu.

### Oxidace se zásaditým přesmykem
Pomocí směsi kyseliny trifluorperoctové a fluoridu boritého (sloužícího jako katalyzátor) lze oxidovat alkeny a areny za současného molekulového přesmyku na „kostře“ molekuly.
U alkenů dochází k epoxidaci následované Wagnerovým–Meerweinovým přesmykem katalyzovaným BF3:
Podobná oxidace aromatické sloučeniny, konkrétně oxidace 1,2,3,4,5,6-hexamethylbenzenu na 2,3,4,5,6,6-hexamethyl-2,4-cyklohexadienon, je znázorněna na následujícím obrázku:

### Oxidační štěpení arenů
Kromě samotné oxidace aromatických sloučenin na sloučeniny karbonylové může být kyselina trifluorperoctová použita rovněž ke štěpení vazeb mezi uhlíkovými atomy v aromatickém kruhu. Na rozdíl od jiných oxidací alkylaromatických látek, při nichž štěpením alkylového řetězce na benzylu vzniká kyselina benzoová nebo podobné látky, zde dochází k „obrácené oxidaci“, přičemž se štěpí samotné aromatické jádro.
Tato selektivita u některých typů vazeb umožňuje rozklad složitých směsí uhlovodíků, jako je například uhlí, za účelem zjištění jejich struktury.
U heterocyklických aromatických sloučenin k tomuto druhu štěpení nedochází kvůli přednostní oxidaci heteroatomů a deaktivaci aromatického kruhu vůči elektrofilním reakcím s peroxykyselinami; například pyridiny, puriny a chinoliny místo toho vytvářejí N-oxidy, zatímco sirné heterocykly jako oktafluordibenzothiofen se přeměňují na sulfony.
Aromatické sloučeniny obsahující aktivující substituenty mohou být zoxidovány na fenoly a otevírání aromatického kruhu u nich nenastává, například mesitylen reaguje s kyselinou trifluorperoctovou za vzniku mesitolu (2,4,6-trimethylfenolu). Při pokusech o přípravu laktonu Baeyerovou–Villigerovou oxidací 7-oxodeacetamidokolchicinu se nepodařilo získat požadovaný produkt, ovšem došlo k oxidaci aromatického kruhu za vzniku fenolové sloučeniny, a to s vysokou výtěžností.